# 200025 Cloud Gate
200025 Cloud Gate este un asteroid din centura principală de asteroizi.

## Descriere
200025 Cloud Gate este un asteroid din centura principală de asteroizi. A fost descoperit pe 25 iulie 2007 la Observatorul Lulin de Chi-Sheng Lin și Ye Quan-Zhi. Asteroidul prezintă o orbită caracterizată de o semiaxă mare de 3,15 ua, o excentricitate de 0,07 și o înclinație de 5,8° în raport cu ecliptica.